# Quirinuskirche (Essingen)

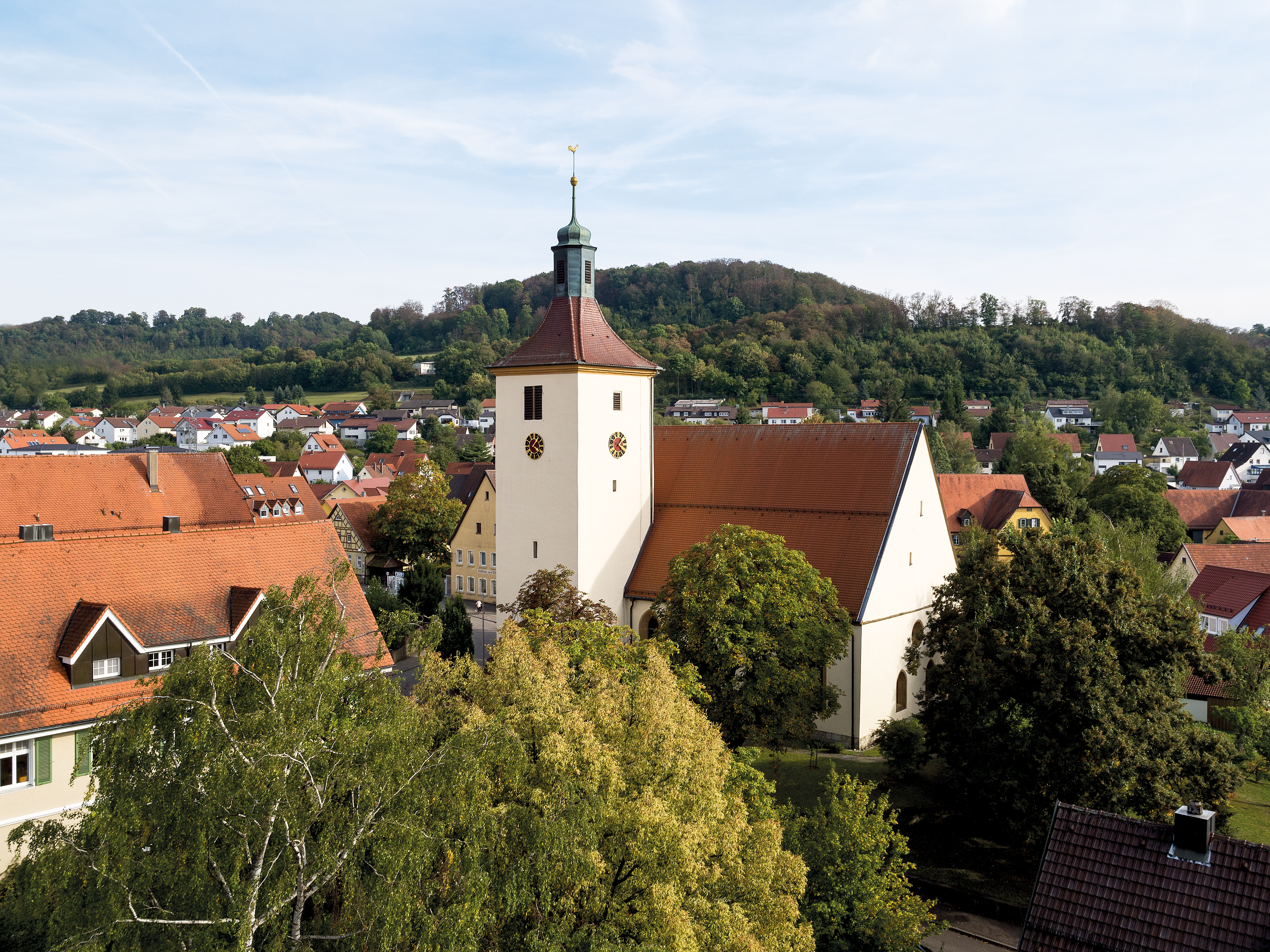
Quirinuskirche in Essingen

Die evangelische Quirinuskirche ist eine spätgotische Saalkirche in der Ortsmitte von Essingen im Ostalbkreis in Baden-Württemberg.

## Geschichte

### Patrozinium der Kirche
In der Forschung ist ungeklärt, wie das Patrozinium der Essinger Kirche zustande kommt. In spätmittelalterlichen und frühneuzeitlichen Quellen, zwischen 1425 und 1609, wird von der Kirche des St. Quintinus gesprochen. Nach der Reformation wird die Kirche als evangelische Kirche beziehungsweise Pfarrkirche tituliert. Im 19. Jahrhundert wird erstmals der Name Quirinuskirche verwendet. Unabhängig von der Provenienz des Namens ist auch ungeklärt, welches Quirinus-Patrozinium gemeint sein könnte. Genannt wurden Quirinus von Neuss oder Quirinus vom Tegernsee. Da es keinerlei historische Bezüge in der Region gibt, ist eine Zuordnung zu Quirinus von Siscia auszuschließen.

### Geschichte der Quirinuskirche
Römische Spolien vor der Kirche deuten darauf, dass an dieser markanten Stelle im Ort bereits vorher repräsentative Gebäude standen. Allerdings wurden bis heute keine archäologischen Untersuchungen durchgeführt.
Die heutige Kirche wurde zwischen 1512 und 1517 errichtet. Dies zeigen die beiden Bauinschriften in gotischen Minuskeln am Ostchor und über dem südlichen Portal. Dabei erhielt man den Wehrturm aus dem 13. Jahrhundert als Glockenturm. 1772 wurde der Turm nach einem Blitzschlag auf seine heutige Höhe von 36 Metern gekürzt.
Nach dem Augsburger Religionsfrieden übernahmen die Freiherren von Woellwarth als Orts- und Patronatsherren das lutherische Bekenntnis. Seit 1573 beriefen sie für Essingen Pfarrer. Das Patronatsrecht erlosch erst im Jahr 1952.
Grundlegende Renovierungen fanden 1774 und 1894 statt. Vermutlich hatte man 1774 in den Chor einen Zugang nach Osten geschaffen, der dann in der Renovierung 1965 wieder geschlossen wurde. Während der Kirchenrenovierung 1964/65 und dem damals vorgenommenen Einbau einer Fußbodenheizung wurden Fundamentreste eines romanischen Kirchenbaus aus dem Frühmittelalter gefunden. Die Fundamente waren etwa drei Meter kleiner als der heutige Kirchbau.

## Beschreibung

### Standort
Die Quirinuskirche befindet sich in der Ortsmitte von Essingen, nur wenige Meter südlich der Hauptstraße und des Schlossparks. Nördlich vom Gotteshaus befindet sich das Evangelische Gemeindehaus.

### Innenraum und Inventar

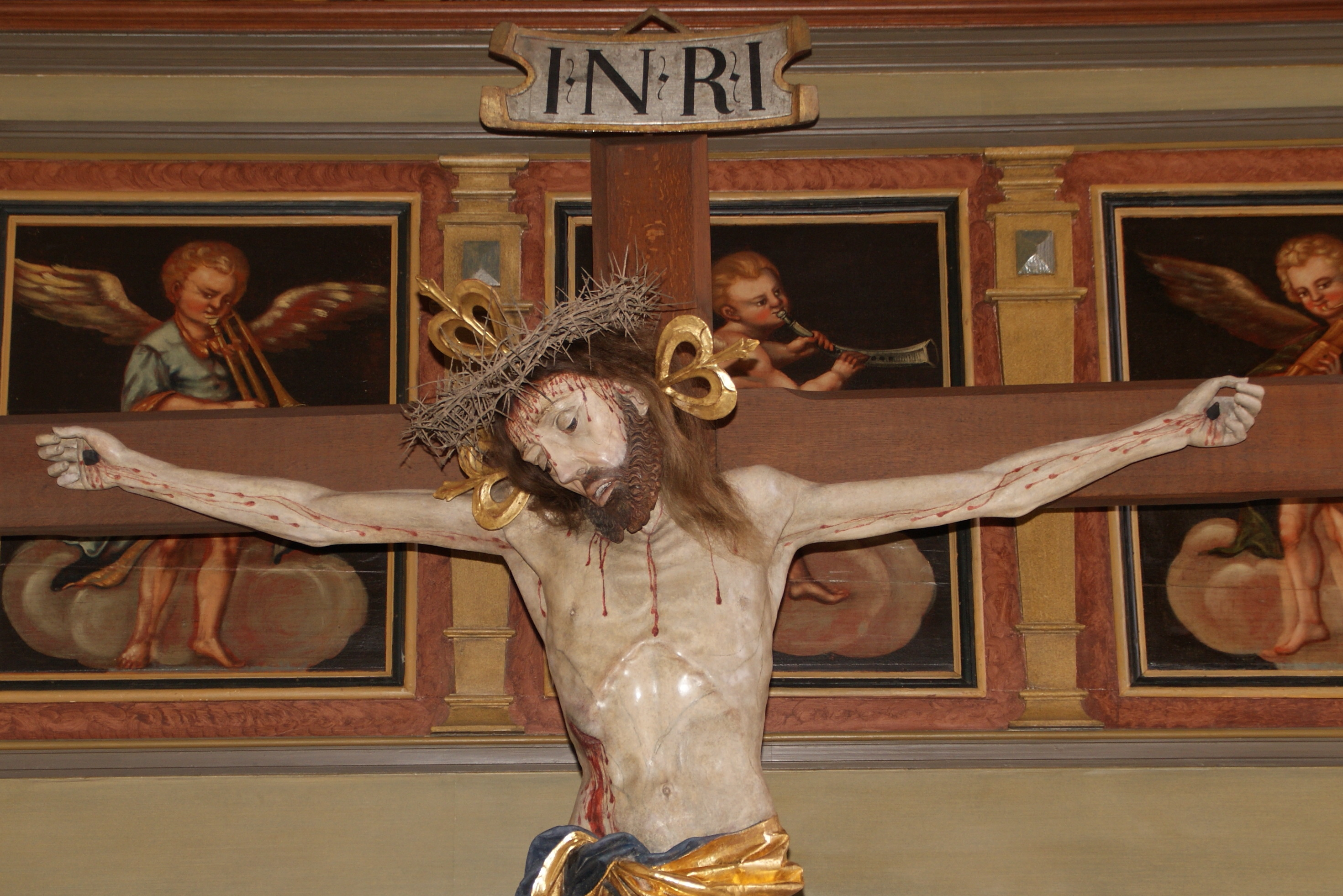
Kruzifix von 1470

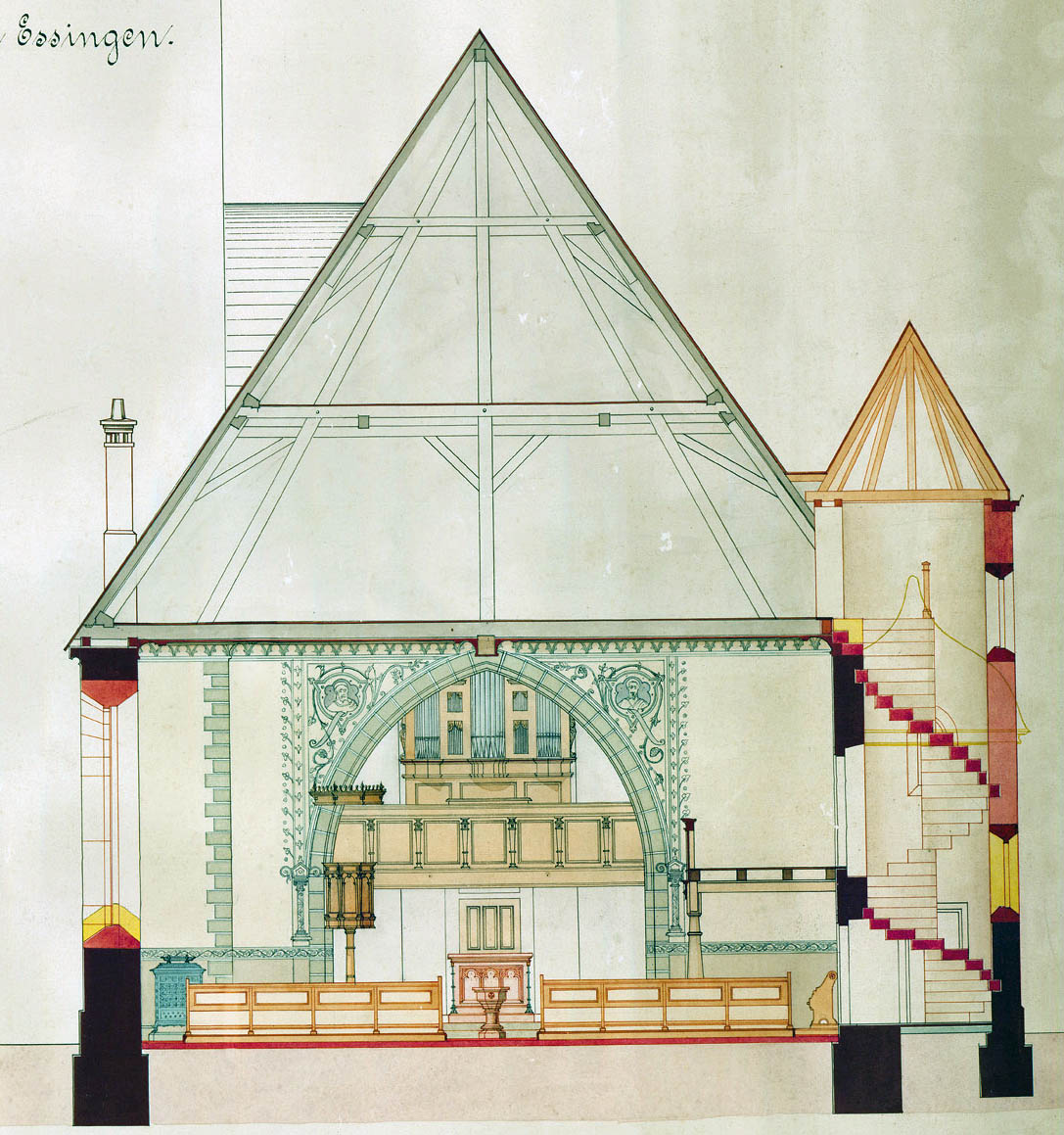
Bauzeichnung (1894)

Die spätgotische Saalkirche mit einem 3/8 Chorabschluss wird durch ein Echthaarkruzifix im Chorraum und der dahinterliegenden Orgelempore dominiert. Vereinzelt wurde das Kruzifix der Werkstatt von Veit Stoß (um 1447–1533) zugesprochen. Dagegen spricht, dass dies ein Solitär innerhalb des Schaffens des Nürnberger Künstlers wäre, zugleich aber auch, dass die weiteren bekannten Echthaarkruzifixe im schwäbisch-fränkischen Raum alle aus einer Werkstatt eines unbekannten Nürnberger Meisters um 1470 entstanden. Ein stilistischer Vergleich mit den Werken dieses Meisters lässt große Ähnlichkeiten erkennen.
An den Chorbögen finden sich zwei Weihekreuze aus der Bauzeit. 1894 wurde der separate Treppenaufgang zum Gestühl der Patronatsherrschaft umgebaut. Die ursprüngliche Welsche Haube des Südturms wurde entfernt. Die Kirche gestaltete man im Inneren großflächig mit biblischen Spruch- und Rankenbändern sowie geometrischer Ornamentik. Während der Kirchenrenovierung 1964/65 beseitigte man wiederum vollständig die Jugendstilornamente. Durch das Einfügen einer abgehängten Decke verbaute man im Chorraum das Gewölbe. Die viel höher angebrachte Kanzel wurde vom Chorbogen versetzt, der alte Schalldeckel der Kanzel befindet sich heute auf dem Kirchenboden. Die Höhe des Kreuzes wurde verkürzt, so dass das Kruzifix vor der Empore angebracht ist und nicht wie früher auf der Höhe der Orgel. Die Füße Jesu befanden sich vorher etwa auf Fußhöhe des dahinter gezeichneten Engels. Sämtliche im Chorraum auf dem Boden liegenden Epitaphien wurden an den Seitenwänden der Kirche angebracht und die davor befindliche Chorschranke entfernt, das erhöhte Fußbodenniveau des Chorraums verringert und der bis dahin vorhandene separate Osteingang zum Chorraum vermauert.
Die Empore ging ursprünglich über die gesamte Süd-, West- und Nordseite der Kirche, wobei bis 1870 das Baronengestühl von der bürgerlichen Empore durch Verglasung und Bedachung getrennt war. Auf den Brüstungen finden sich Porträts von Jesus und den zwölf Aposteln. Statt Judas Iskarioth wird der nachgewählte Matthias (vgl. Apg. 1,15-26) dargestellt. Aufgrund des schlechten Zustands der Bilder durch wiederholte Übermalungen sind die Attribute der Apostel nur noch schwer zu erkennen. Die Reihenfolge von links nach rechts lautet: Matthias (Beil), Andreas (Schrägkreuz), Petrus (Schlüssel), Christus (Weltenkugel mit Kreuz), Johannes (Kelch mit Schlange), Jakobus der Jüngere (Walkerstange), Philippus (Kreuz), Thomas (Lanze), Bartholomäus (Messer), Jakobus der Ältere (Pilgerhut), Matthäus (Hellebarde), Judas Thaddäus (Keule) und Simon Zelotes (Säge). Bis 1965 fanden sich die Bilder in dichter Hängung an der Südempore; ob in dieser oder einer anderen Reihenfolge ist unbekannt. Möglicherweise stammen die Tafelbilder vom Gmünder Maler Johann Christoph Katzenstein dem Älteren († 1695). An den Holzbögen unterhalb der Brüstung stehen Namensabkürzungen und Wappen der früheren woellwarthschen Patronatsherren. Die dabei angegebenen Jahreszahlen (1670/71 bzw. 1965) wurden bei der Kirchenrenovierung 1964/65 ausgeführt, sind aber falsch, ebenso übertünchte man die bis dahin vorhandenen Apostelnamen unter den Bildern sowie die Ornamentik in den Fächern der West- und Nordempore.

### Epitaphe

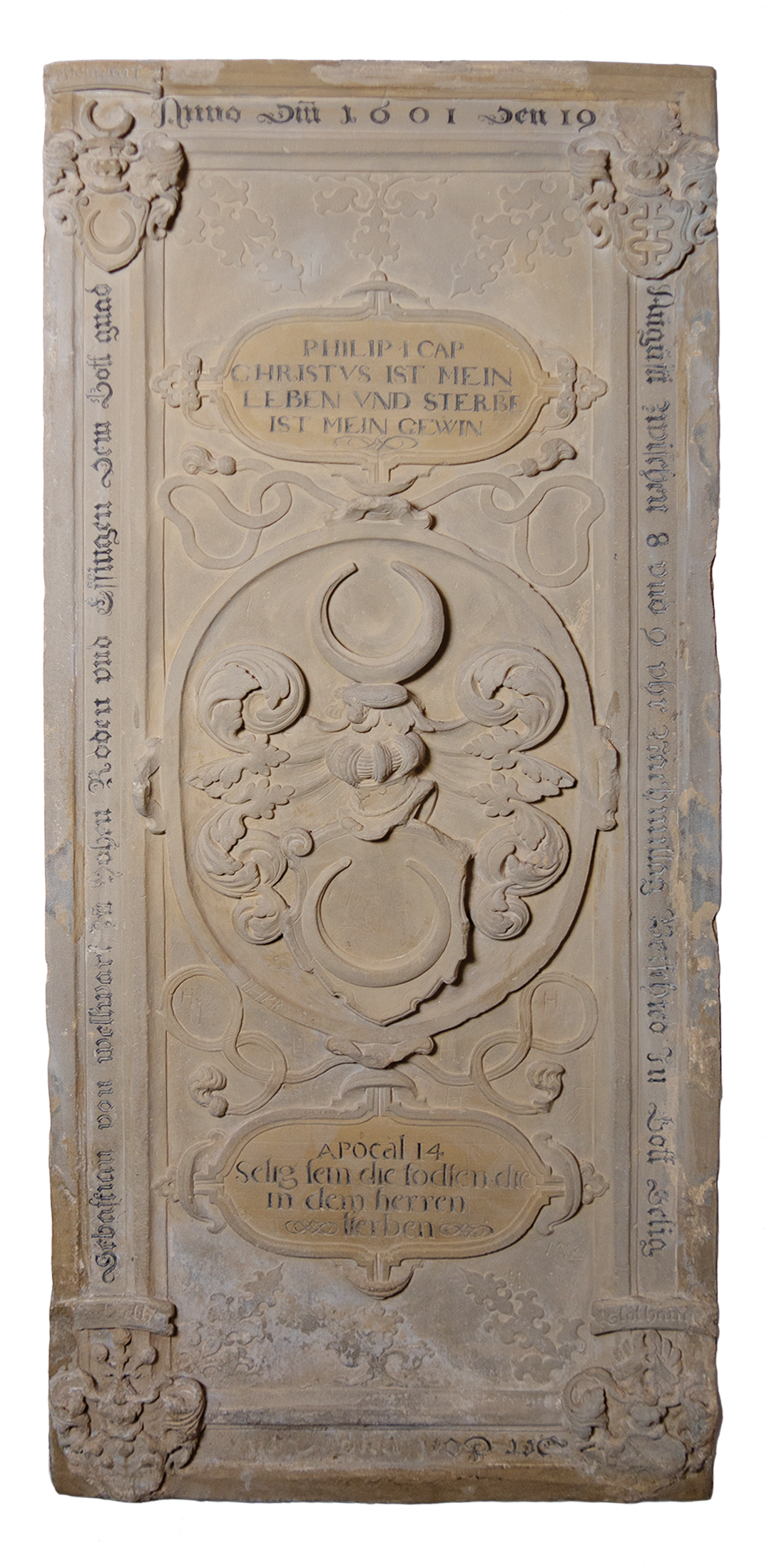
Sebastian von Woellwarth († 1601)

Die Epitaphe in der Kirche 1538 kaufte Georg Heinrich von Woellwarth († 1551) vom Kloster Kirchheim am Ries das Patronatsrecht inklusive des großen und kleinen Zehnten für die Essinger Kirche. Dieses Patronatsrecht erlosch erst 1952 mit dem Tod des letzten Patronatsherren Konrad von Woellwarth (1866–1952). Die bei der Renovierung 1964/65 gefundenen Gebeine aus dem 17. und 18. Jahrhundert belegen Bestattungen innerhalb der Kirche. Davon zeugen auch die zehn Epitaphe, die Mitgliedern der Familie von Woellwarth zugeordnet sind. Das älteste Epitaph erinnert an Sebastian von Woellwarth († 1601). Ebenfalls durch die Familie wurde das neben der Kanzel befindliche Auferstehungsfenster gestiftet, welches nach einem Entwurf von Theodor Bäuerle (1865–1914) durch die bayerische Hofglasmalereiwerkstatt Gustav von Treeck (1854–1930) in München 1904 hergestellt wurde.
In der Kirche finden sich folgende Epitaphe:
- Sophie Floriane von Stetten, geb. von Gemmingen (1672–1720)
- Wilhelm Ernst Ludwig Christian von Woellwarth (1831–1904) und Anna von Woellwarth, geb. Freiin von Roeder (1839–1900)
- Johann Wolfgang von Woellwarth (1681–1714)
- Georg Wolf von Woellwarth (1563–1612) und Anna von Fleckenstein (1572–1633)
- Ludwig Carl von Woellwarth (1682–1753)
- Georg Wolf von Woellwarth (1563–1612)
- Ludwig von Woellwarth († 1618)
- Erich Georg Kuno von Woellwarth (1876–1904)
- Georg Reinhard von Woellwarth (1590–1624)
- Sebastian von Woellwarth († 1601), Epitaph und Totenschild
- Maximilian Jakob Gienger von und zu Grünbühel von Rabenstein auf Oberhöflin (1613–1678), Maria Cleophe Giengerin, geb. Schöner von Straubenhardt (1607–1692) sowie Maria Elisabeth von Woellwarth, geb. Giengerin (1640–1674)

### Geläut
Das Geläut der Kirche bestand ursprünglich aus drei Glocken. Diese Glocken wurden teilweise im Ersten und im Zweiten Weltkrieg eingeschmolzen. 1949 wurden drei neue Glocken der Glockengießerei Bachert im Glockenstuhl des Kirchturms aufgehängt. 1969 wurde das Glockengeläut um eine vierte Glocke (Dominika) erweitert.
| Glocke | Name         | 0Masse0  | Schlagton | Inschrift                                                                           |
| ------ | ------------ | -------- | --------- | ----------------------------------------------------------------------------------- |
| 1      | Dominika     | 1020 kg0 | e‘        | „Er ist unser Friede“ (Epheser 2, 14)                                               |
| 2      | Betglocke    | 786 kg   | fis‘      | „Allein Gott in der Höh‘ sei Ehr!“                                                  |
| 3      | Schiedglocke | 461 kg   | a‘        | „O Land, Land, Land, höre des Herrn Wort!“ (Jeremia 22,29)                          |
| 4      | Taufglocke   | 331 kg   | h‘        | „Seid fröhlich in Hoffnung, geduldig in Trübsal, haltet an am Gebet!“ (Römer 12,12) |

### Orgel

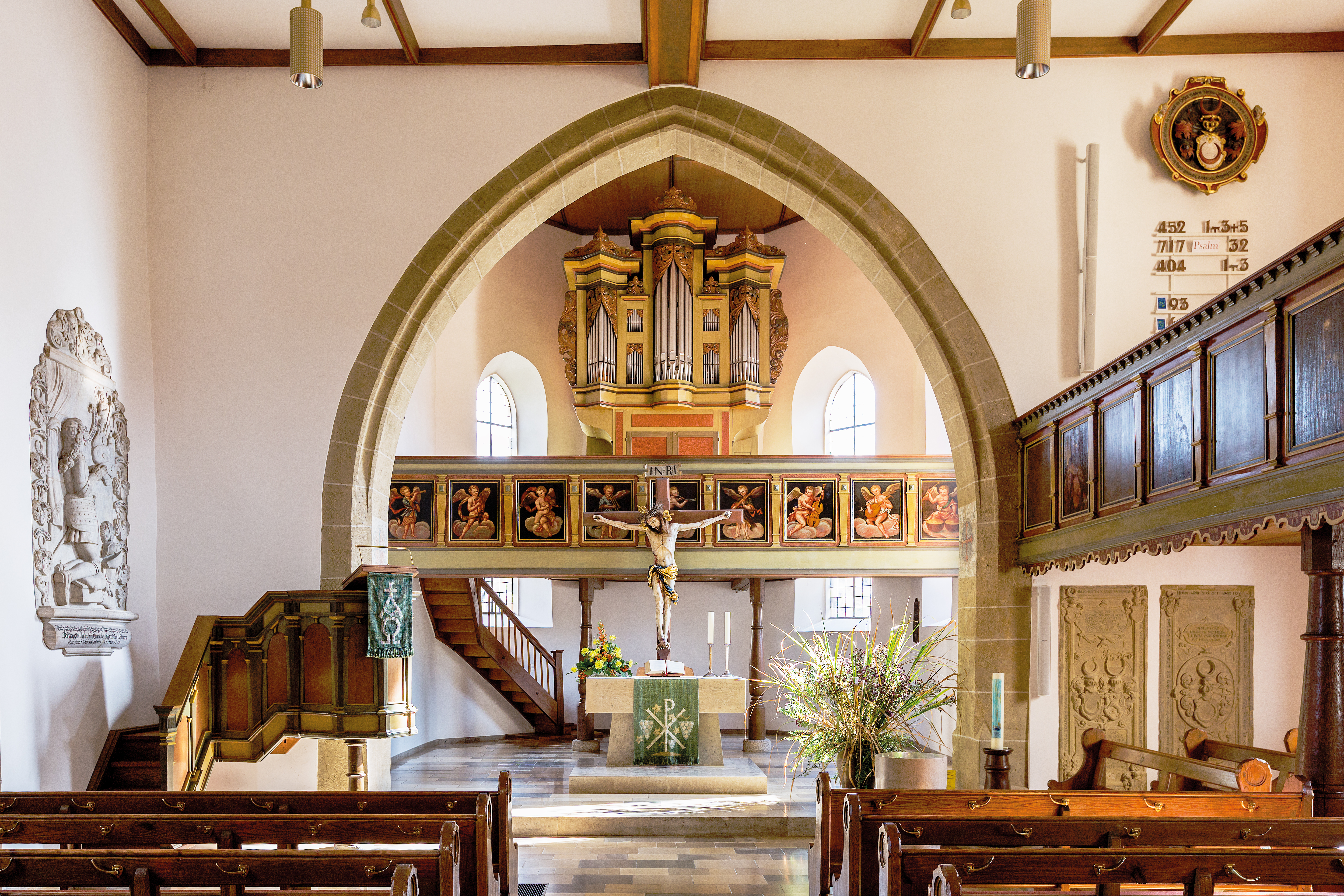
Blick auf die Orgelempore

Die derzeitige Orgel ist das vierte Instrument in der Kirche. Die drei Vorgängerorgeln waren um 1700 ein Neubau von Johann Christoph Herzer aus Schwäbisch Gmünd (ein Manual/acht Register), ein Umbau von Johann Heinrich Schäfer aus Göppingen im Jahr 1837 (ein Manual/elf Register) und ein kompletter Neubau 1870 durch die Giengener Orgelmanufaktur Gebr. Link (op. 53b, ein Manual/elf Register). Die derzeitige Orgel stammt ebenfalls von der Giengener Manufaktur und wurde 1979 erbaut (op. 963 mit 23 Registern auf zwei Manualen und Pedal). Sie befindet sich auf einer Empore im Chor der Kirche. Der barocke Orgelprospekt stammt noch von der ersten Orgel.